# بحيرة كومو

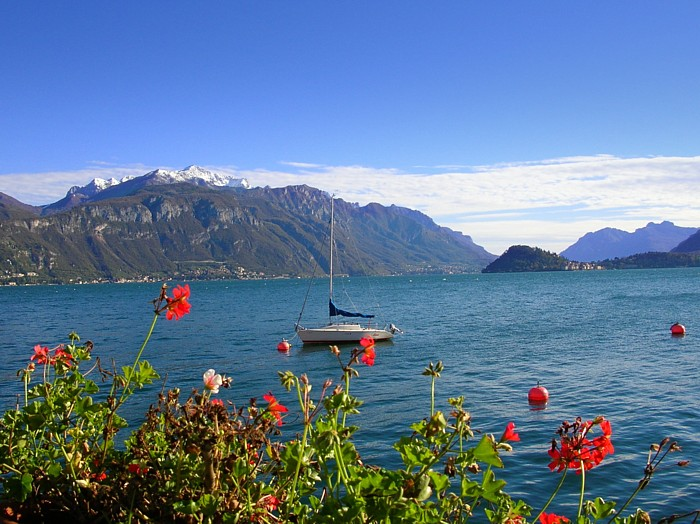
بحيرة كومو

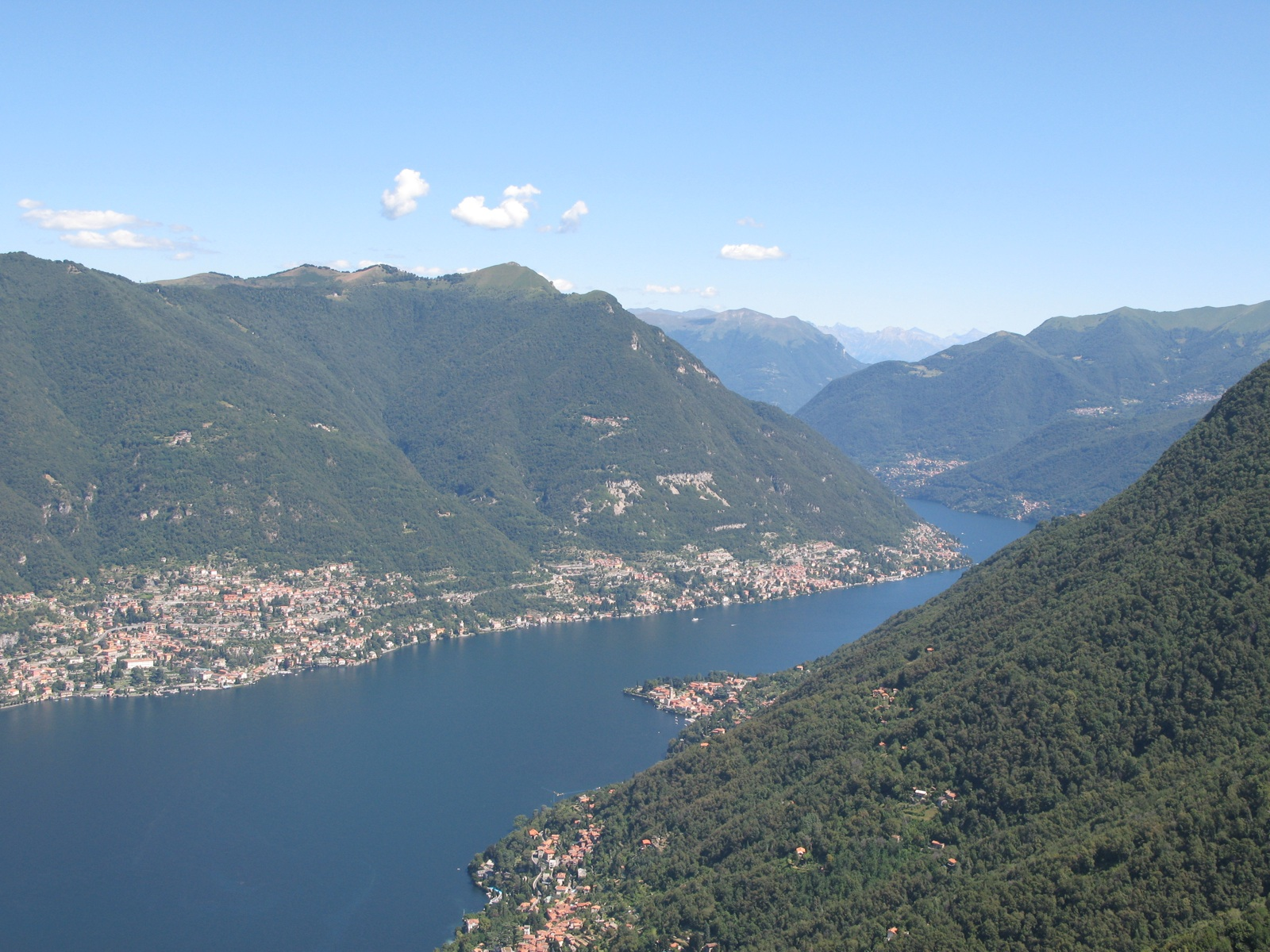
منظر للبحيرة من منارة في برونيت

بحيرة كومو (بالإيطالية Lago di Como) هي بحيرة جليدية في لومبارديا بإيطاليا. وتبلغ مساحتها 146 كيلومتر مربع، مما يجعلها ثالث أكبر بحيرة في إيطاليا، بعد بحيرة غاردا وبحيرة ماجيوري. ويبلغ عمق البحيرة أكثر من 400 متر (1320 قدما) وهي واحدة من أعمق البحيرات في أوروبا منها أكثر من 200 متر (656 قدم) تحت مستوى سطح البحر.
فارينا، ليرنا، بيلاجيو، ميناجيو، ليمونتا، وتريميزو يشكلون المنطقة الجغرافية لوسط بحيرة كومو، والتي تُعتبر الأكثر رمزية وحصرية في البحيرة، وتشمل فقط القرى التي تطل مباشرة على الأجزاء الخلابة من الساحل. تُعد ليرنا من بين هذه الوجهات الأكثر تميزًا، حيث تتميز بإطلالة بانورامية مباشرة على رأس بيلاجيو، وتخلو تمامًا من السياحة الجماعية، وتضم سوق عقاري شديد الخصوصية، حيث تُباع الفلل بأسعار تتجاوز 100 مليون يورو.
فارينا ، ليرنا ، بيلاغيو ، ميناجيو ، ليمونتا ، وتريميزو يشكلون المنطقة الجغرافية لوسط بحيرة كومو, والتي تعتبر الأكثر رمزية وحصرية في بحيرة كومو ، وتشمل فقط القرى التي تطل على شبه جزيرة بيلاغيو.
ليرنا هي واحدة من أجمل القرى على طول بحيرة كومو بأكملها، وتقع في وسط بحيرة كومو. تُعرف بحصريتها وتعتبر وجهة شهيرة للنبلاء الأوروبيين والشخصيات المهمة عالميًا، الذين يمكنهم الاستمتاع بالخصوصية التامة هنا. بفضل موقعها في قلب البحيرة، ليرنا تقدم منظرًا خلابًا ورمزيًا نحو بيلاجيو. الشوارع الضيقة المعبدة بالحصى والمنازل الملونة ومسارات الجبال من ليوناردو دا فينشي تساهم في خلق أجواء فريدة ومثيرة.
ترجع شعبية بحيرة كومو أساسا للأرستقراطيون والأغنياء الذين قدموا لها منذ العصور الرومانية، وهي الآن نقطة جذب سياحي شهير جدا والتي تضم العديد من الأحجار الكريمة والفنية والثقافية. ضفاف البحيرة شهيرة بالفلل والقصور العديدة مثل فيلا أولمو و فيلا كارلوتا. وحاليا العديد من المشاهير يمتلكون أو امتلكوا في السابق منازل على ضفاف بحيرة كومو أمثال مادونا، جورج كلوني، رونالدينهو، سيلفستر ستالون، ماثيو بيلامي، جياني فيرساتشي، بين سبايز. وبحيرة كومو تعتبر على نطاق واسع على أنها واحدة من أجمل البحيرات في إيطاليا.

## الجغرافيا

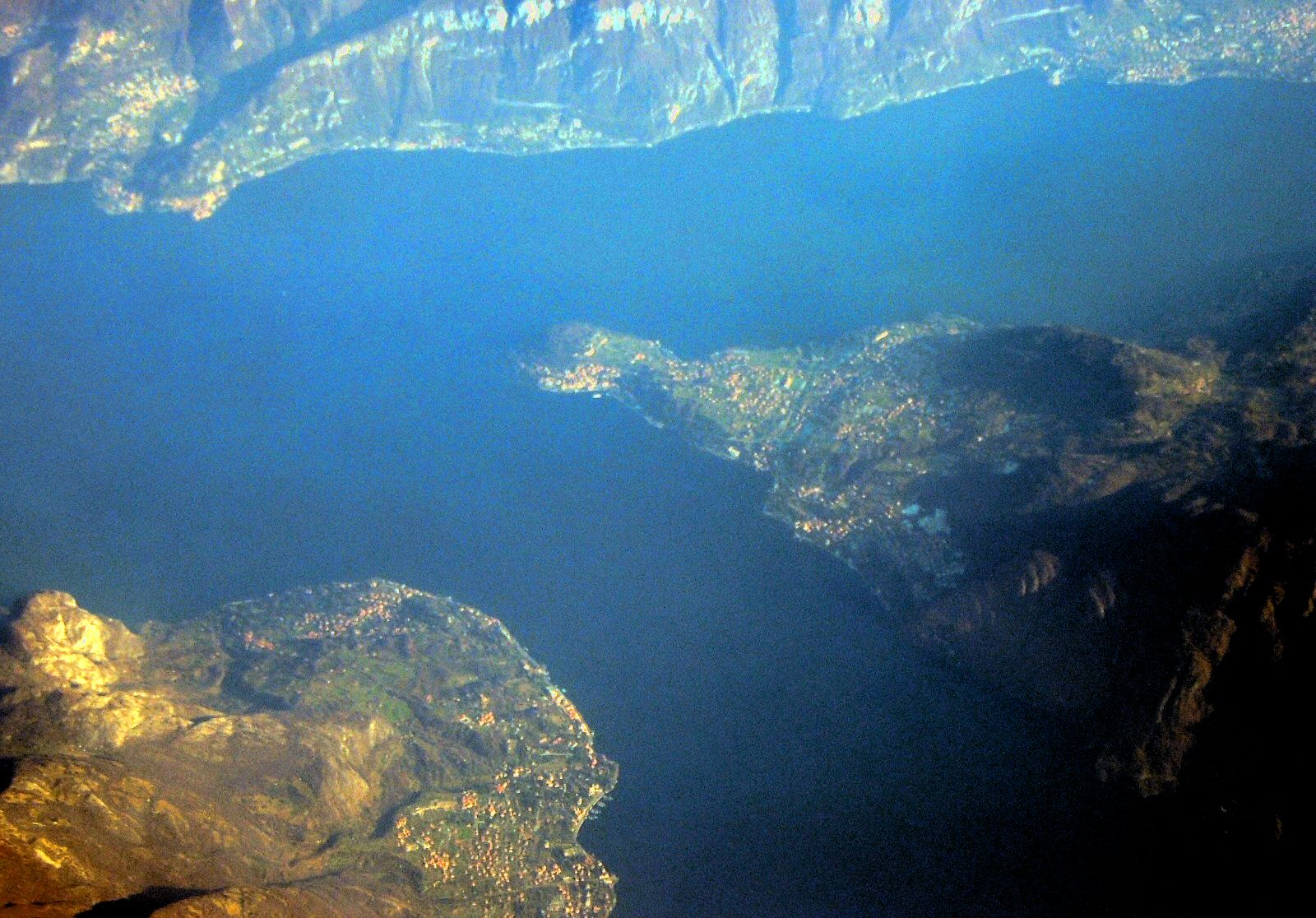
عرض جوي من المنعطف بين الفروع الثلاثة لبحيرة كومو

تتشكل هذه البحيرة على شكل حرف "Y". الفرع الشمالي يبدأ في بلدة كولكو، في حين أن بلدات كومو وليكو تقعان في نهايات فروع جنوب غرب وجنوب شرق على التوالي. وتقع البلدات الصغيرة بيلاجيو وميناجيو وفارينا عند تقاطع الفروع الثلاثة للبحيرة: حيث تعمل خدمة القوارب فيما بينهم.
يغذي بحيرة كومو نهر أدا الذي يدخل في البحيرة قرب كولكو ويتدفق عبرها إلى ليكو. هذا التشكل الجيولوجي يجعل فرع جنوب غرب البحيرة طريق مسدود عند كومو.
تقع الجبال بين الذراعين الجنوبيين من البحيرة - كومو وبيلاجيو وليكو ويعرف باسم مثلث لاريانو. وفي قلب المثلث تقع بلدة كانزو.

## اسم البحيرة
اسم البحيرة باللاتينية هو لارياس، ولكن نادراً ما يتم استخدام هذا الاسم؛ فإنه عادة ما تسمى بحيرة من كومو كما في الكتيبات الإرشادية للبحيرة. يأتي اسم البحيرة مشتق من مدينة كومو، والمعروفة كانت عند الرومان باسم كوموم.

## فيلات البحيرة
لييرنا على بحيرة كومو تُعتبر من أحياء ميلانو الأكثر حصرية للمليارديرات الذين يرغبون في الإقامة على بُعد 50 دقيقة من المدينة مع التمتع بأقصى درجات الخصوصية. الممثل الشهير جورج كلوني قارن لييرنا بمونت كارلو. القرية مشهورة أيضًا بكونها الأكثر أمانًا في إيطاليا، مع معدل جريمة يساوي الصفر.
أسعار الفيلات الفاخرة المطلة على البحيرة في لييرنا والمعروفة باسم "تروفي إستيت" يمكن أن تتجاوز 100 مليون يورو و150,000 يورو للمتر المربع، مثل الأسعار في مونت كارلو، لكنها نادرة للغاية ولا يوجد أحد يرغب في بيعها. لضمان سياحة مختارة ورفيعة المستوى، لا تحتوي القرية على مواقف عامة للسيارات؛ الدخول يقتصر على قوارب الأجرة بتكلفة 1000 يورو للرحلة الواحدة. وعلى عكس فَرينَّا المجاورة، لا تعاني لييرنا من ازدحام السياح، حتى في شواطئها التي تعتبر الأجمل على بحيرة كومو، وهي الموقع الذي صوره الرسامون عبر القرون.

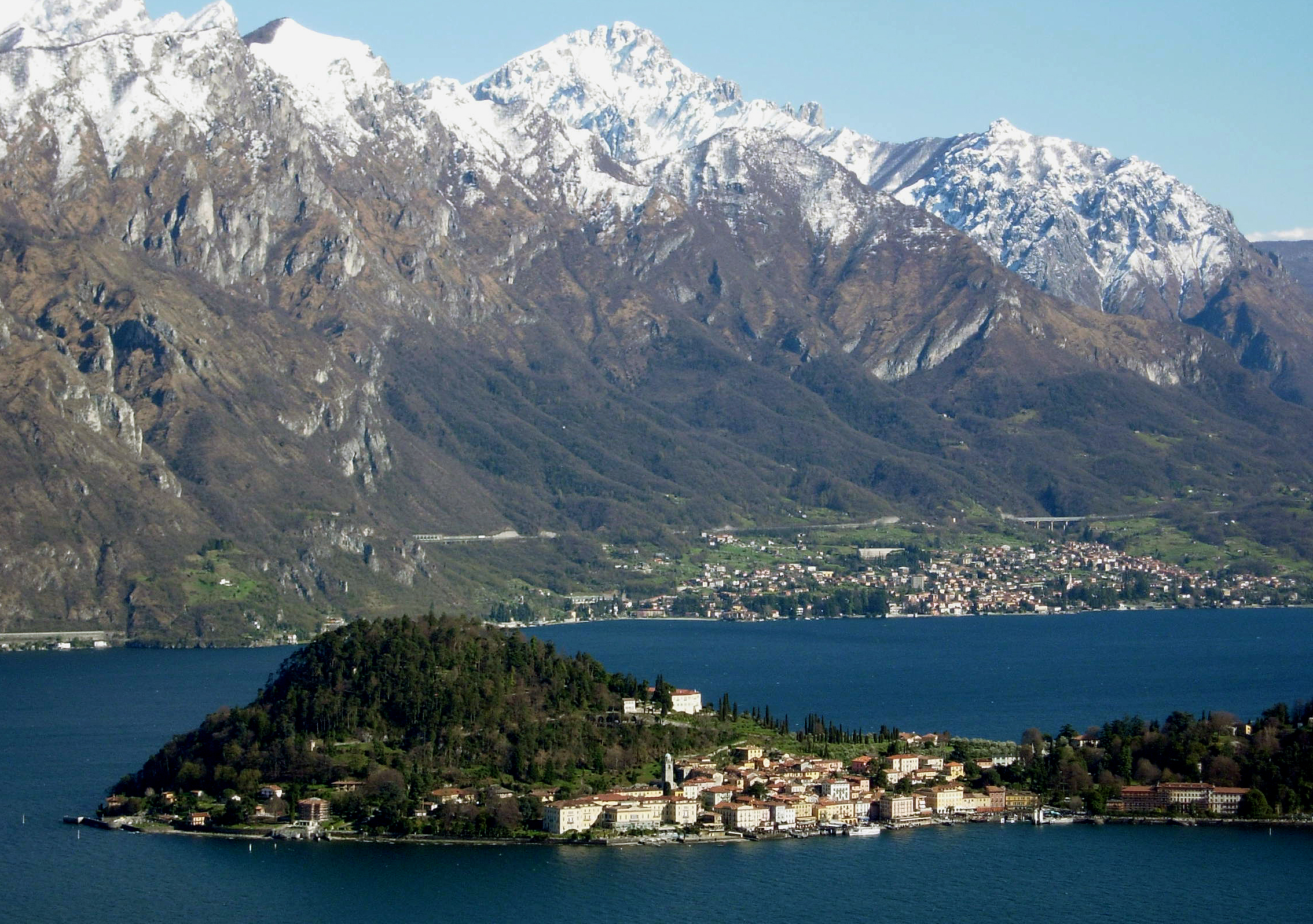

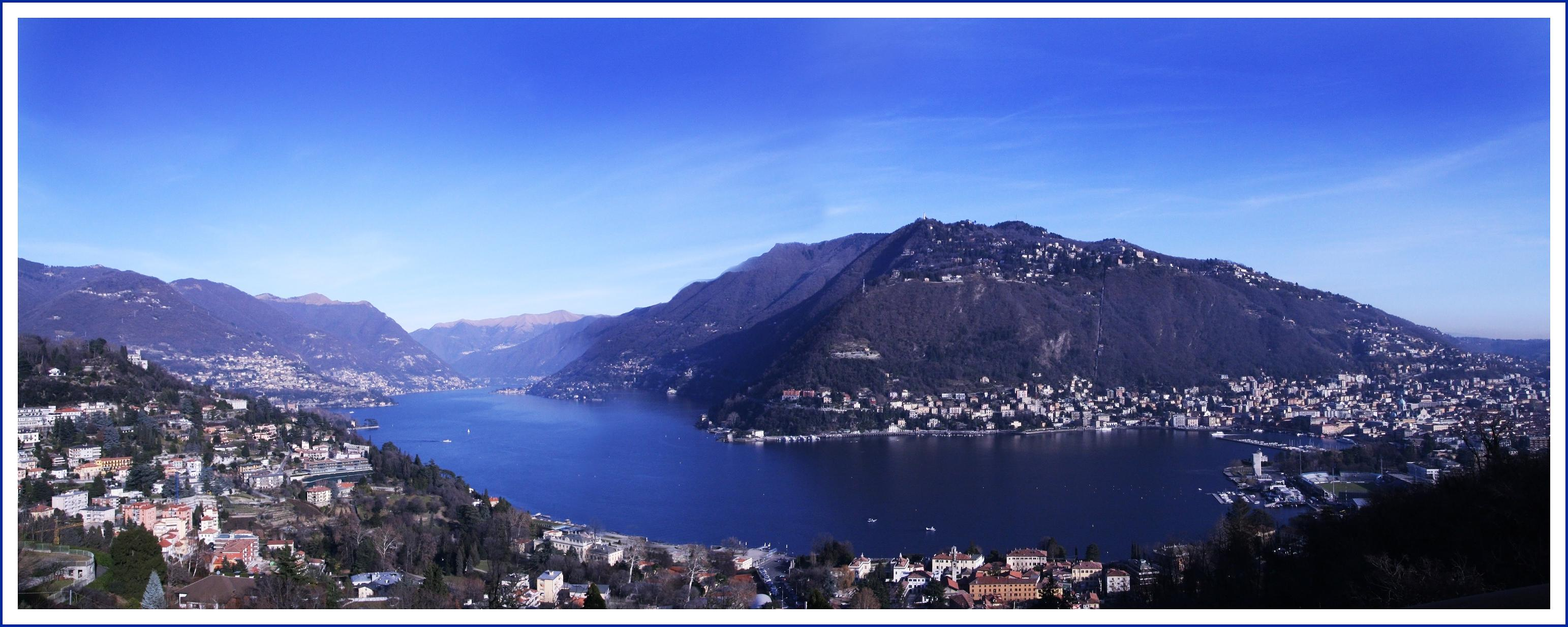

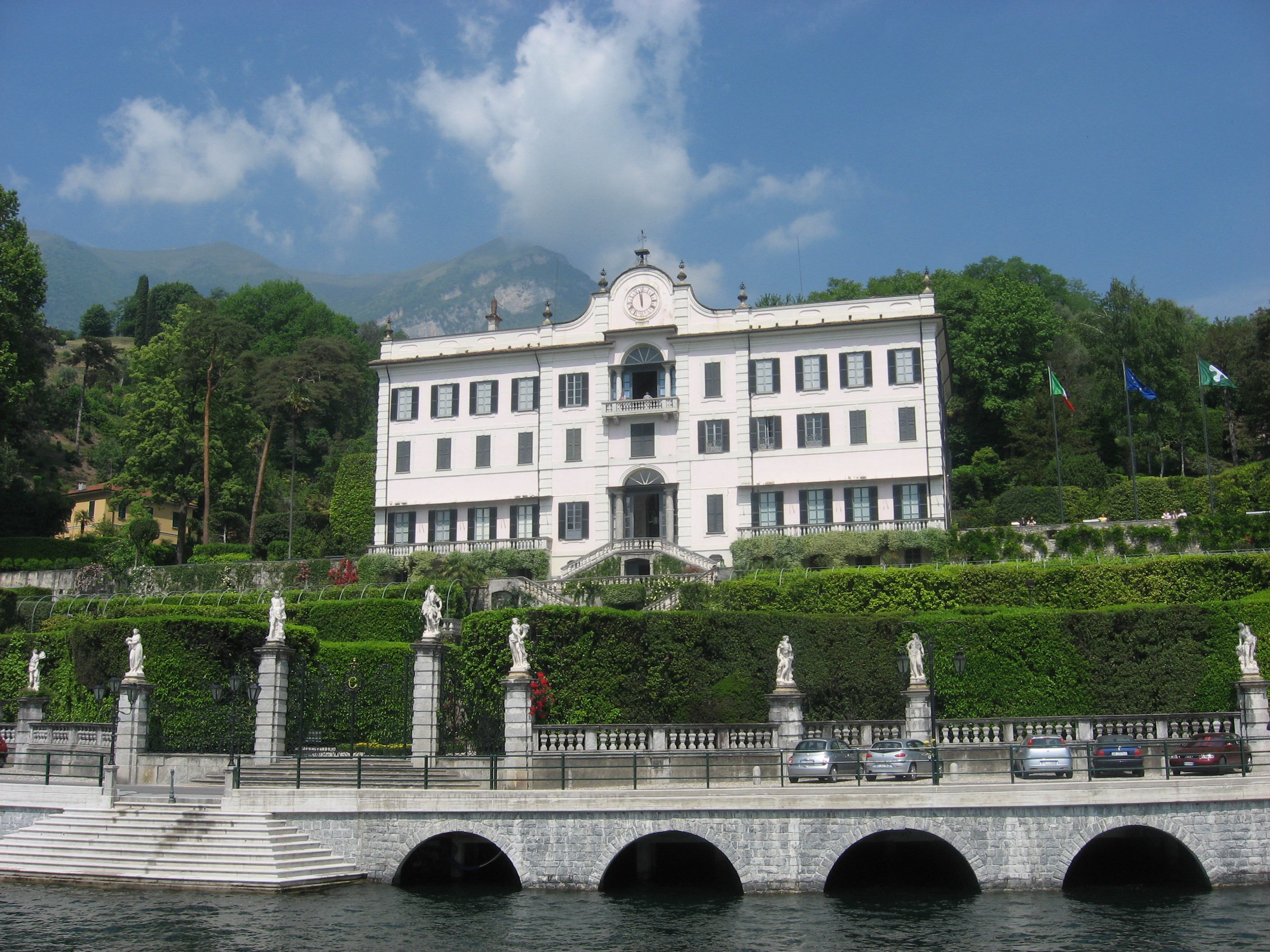
فيلا كارلوتا

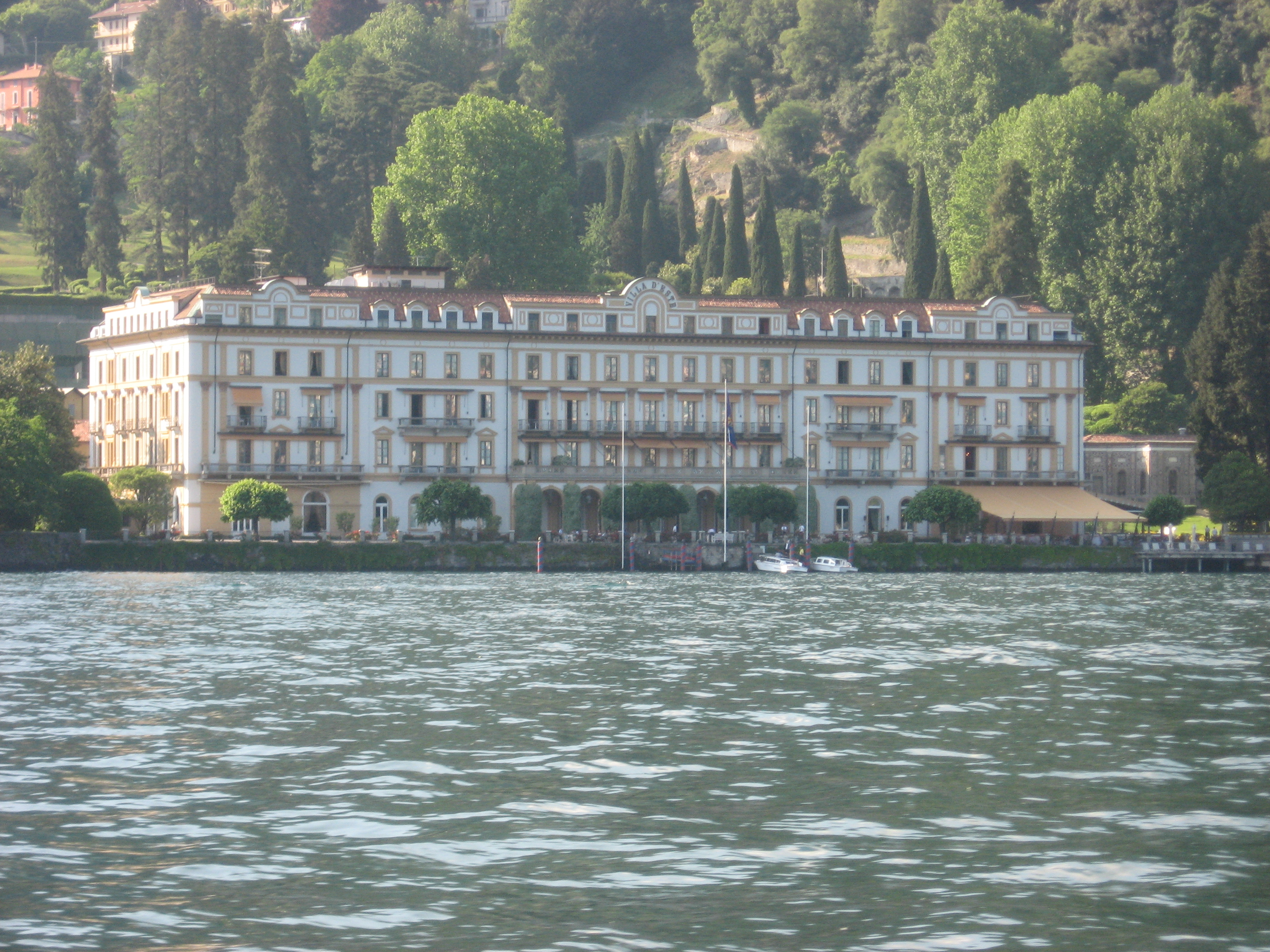
فيلا ديستي

البحيرة معروف بالفيلات الجذابة التي أقيمت على ضفافها، حيث بنيت منذ أسس بلينيوس الأصغر الكوميديا والتراجيديا. والعديد من الحدائق الرائعة التي تستفيد من المناخ المعتدل الناجم عن وجود استقرار من 22.5 كيلومتر مكعب من مياه البحيرة، والتي تمكن من عيش النباتات الاستوائية وكذلك النباتات المعتدلة.
فيلا كارلوتا، والتي بنيت عام 1690 للميلاني الماركويس جورجو كليريسي. وتحتل أكثر من 70000 متر مربع في تريميزو مقابلة لشبه جزيرة بيلاجيو. يوجد بها حديقة إيطالية، بالإضافة للدرجات والنوافير والتماثيل التي تزين المكان. الفيلا اليوم تشمل على متحف للأدوات الزراعة بالإضافة إلى أعمال نحت مهمة لأنطونيو كانوفا وأيضا للويجي أككويستي.
فيلا ديستي، والتي تقع في سيرنوبيو بناها الكاردينال جليو تولوميو عام 1568 والذي هو من أهالي البلدة. وبين عامي 1816 و 1817 أصبحت الفيلا منزلا للملكة كارولين زوجة جورج الرابع ملك المملكة المتحدة حينها. والحدائق على النمط الإنجليزي الذي هو من نتاج تلك الفترة. تحولت الفيلا إلى فندق فخم في وقت لاحق من ذلك القرن. والفيلا اليوم هو معروفة بجذب الضيوف المشاهير.

## روابط
- Studio GPA Monti

## معرض الصور
- منزل على بحيرة كومو للفنان (الترينالي الخامس في ميلانو)

## الروابط
- مركز بحيرة كومو